# 牦牛
牦牛（藏語：གཡག་，威利转写：g.yag，藏语拼音：Yag），又作犛牛，是一种生活在青藏高原及其周边海拔4000米以上地区的长毛牛属动物。

## 起源
牦牛起源于青藏高原。在更新世冰期，牦牛曾扩散至中国华北、西伯利亚东部和亚洲中北部地区。

## 分类
现存牦牛包括两个亚种：
- 野牦牛（Bos grunniens mutus）：原生亚种，体型庞大，具有粗壮的犄角，通常生性凶猛，适应在野外生存。数量不足1.5万头[3]。
- 家牦牛（Bos grunniens grunniens）：驯化亚种，体型较小，性情温和，犄角更细且间距更窄。被譽為“高原之舟”。全球超过2200万头[3]。

家牦牛与野牦牛之间没有生殖隔离，二者杂交后代可育。

## 形态
野生的牦牛的肩高可达两米，驯养的牦牛一般只有一半高，野牦牛和家牦牛都有长毛来御寒，野牦牛一般是棕色或黑色的，家牦牛也有白色的。
公犛牛通常在一般情況下較喜愛和異性的母犛牛相處、嬉鬧，不喜愛和同性別的犛牛成群結隊，接觸也較少些。

## 生理
犛牛的生理機能很好地適應了高海拔寒冷地區的生活；牠們的肺和心臟比生活在低海拔地區的牛大。由於犛牛在整個生命過程中保存了胚胎血紅蛋白，它們的血液能很好地運輸氧氣。但同時，犛牛在低海拔地區的生活存在問題，在超過15°C的溫度下往往會遭受熱衰竭，此外，犛牛能適應寒冷天氣，是因為牠擁有一層厚厚的皮下脂肪，但卻因為幾乎完全沒有功能性汗腺，所以幾乎無法在低地生存。

## 利用与保护

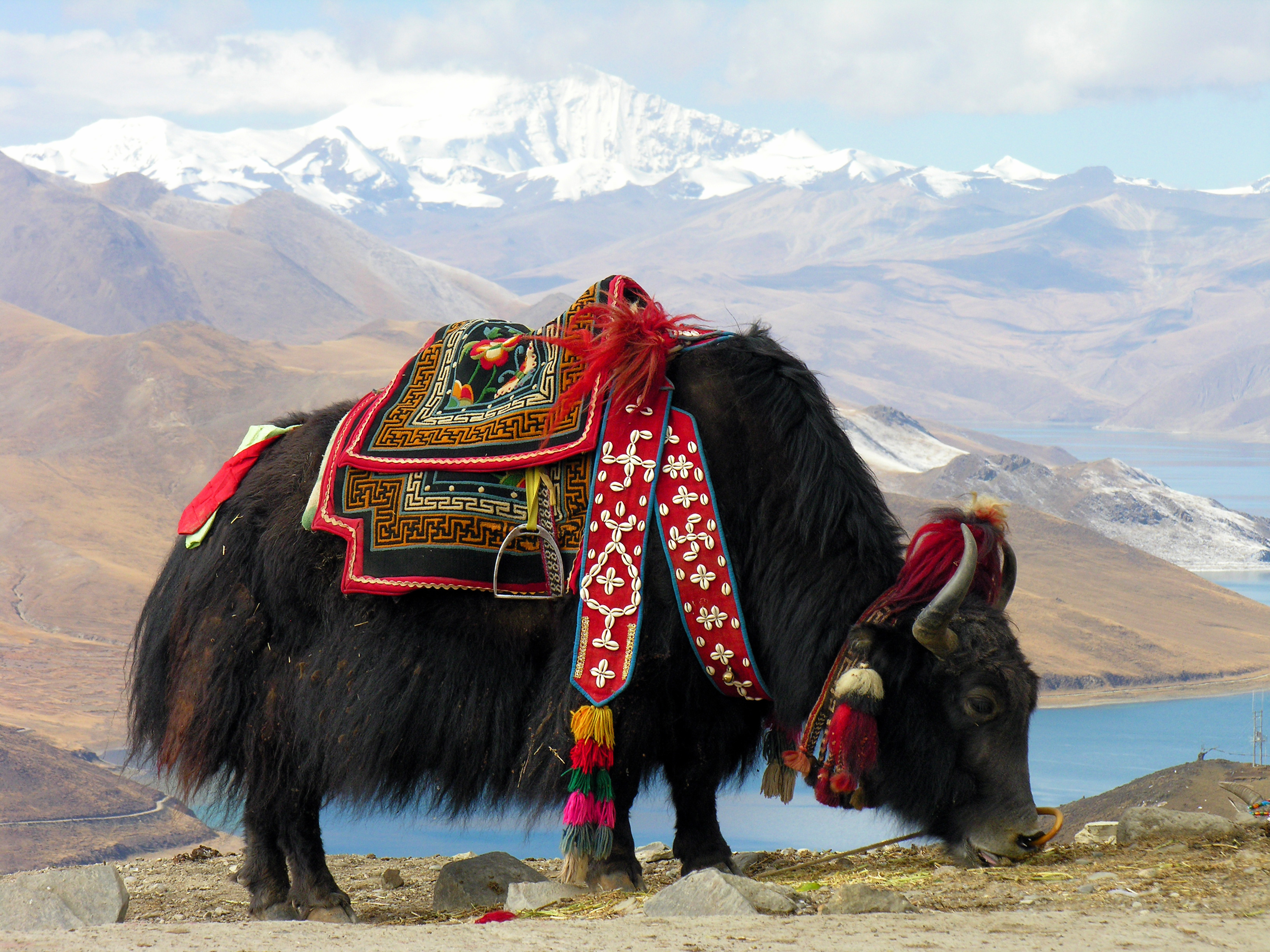
西藏羊卓雍错的牦牛

牦牛主要因为它们的奶和肉而被驯养，不过当地的藏族牧民、商人和登山者也用它们来驮运重物。
野牦牛是易危物种，屬於中国国家一级保护动物。中国科学家在世界上首次成功克隆牦牛，牦牛是青藏高原生存、经济和文化不可或缺的物种。

## 外部連結
- ARKive - images and movies of the wild yak (Bos grunniens)
- Yaks: The Bison of Tibet （页面存档备份，存于）
- Yakbreeding in Switzerland （页面存档备份，存于）